# دزیره کورانی
دزیره کورانی (انگلیسی: Désiré Koranyi; ۲۸ ژانویهٔ ۱۹۱۴ – ۹ ژانویهٔ ۱۹۸۱) بازیکن فوتبال اهل فرانسه بود.
از باشگاه‌هایی که در آن بازی کرده‌است می‌توان به باشگاه فوتبال مون‌پلیه و باشگاه فوتبال سوشو اشاره کرد.
وی همچنین در تیم ملی فوتبال فرانسه بازی کرده‌است.